# 584
Năm 584 là một năm trong lịch Julius.